# Marija Bočkarjovová
Marija Leonťjevna Bočkarjovová (rusky Мария Леонтьевна Бочкарёва; červenec 1889 Nikolsko – 16. května 1920 Krasnojarsk) byla ruská bojovnice a důstojnice sloužící v ruské armádě během první světové války. Bočkarjovová se stala první ženskou velitelkou v ruské armádě.

## Život
Narodila se v chudých poměrech ve vsi Nikolsko na území Novgorodské oblasti v červenci 1889. Po vypuknutí první světové války se jako dobrovolnice přihlásila do ruské armády, kam byla přijata teprve po osobním souhlasu cara Mikuláše II., kterému adresovala dopis. S její jednotkou se zapojila do bojů na východní frontě, kde pomáhala zachránit desítky raněných a několikrát byla sama zraněna. Organizovala vytvoření ženských vojenských praporů, které byly po Únorové revoluci vytvořeny pro posílení morálky a dokonce se zapojily do bojů na východní frontě během Kerenského ofenzívy v létě roku 1917. Po vypuknutí Říjnové revoluce se snažila navázat kontakt s bělogvardějci a byla pronásledována bolševiky, načež uprchla do Vladivostoku a odplula do Spojených států. Ve Washingtonu byla 10. července 1918 přijata americkým prezidentem Woodrow Wilsonem, kterého žádala o americkou intervenci v ruské občanské válce. Po sepsání pamětí odcestovala z New Yorku do Spojeného království, kde ji přijal král Jiří. V srpnu 1918 se znovu vrátila do vlasti, když přistála v Archangelsku, kde se neúspěšně pokusila vytvořit novou dobrovolnickou jednotku pro boj s Rudou armádou. V květnu 1919 se v Tomsku přidala k Bílé armádě Alexandra Kolčaka, avšak záhy po pádu města byla zajata bolševiky. Po výsleších byla za velezradu odsouzena k trestu smrti a 16. května 1920 v Krasnojarsku zastřelena Čekou.
V roce 1992 byla jako oběť politické represe rehabilitována.